# Lacul Roșu
Roșu (rumunsky Lacul Roșu, výslovnost [lakul rošu] - „Červené jezero“) je jezero v župě Harghita v Rumunsku. Jeho obvod činí 2830 m, plocha 114 676 m² a objem zadržované vody 587 503 m³. Je největší sesuvovým jezerem v zemi. Vzniklo v roce 1837 sesuvem půdy, která přehradila říčku Bicaz. Nachází se v horní části Bicazské soutěsky.

## Vlastnosti vody
Pozoruhodností tohoto jezera jsou zbytky kmenů zatopených stromů, které stále vyčnívají nad hladinu. Červenou barvu vody, podle které je jezero pojmenováno, způsobují sloučeniny železa.

## Historie
Německy se toto jezero nazývá „Mördersee”, stejně jako maďarsky „gyilkos”, což znamená vrah, vražedné. Pojmenování v němčině Mördersee a v maďarštině gyilkos vzniklo na základě legendy, že sesuv zasypal pastýře i se stádem ovcí.

## Fotogalerie

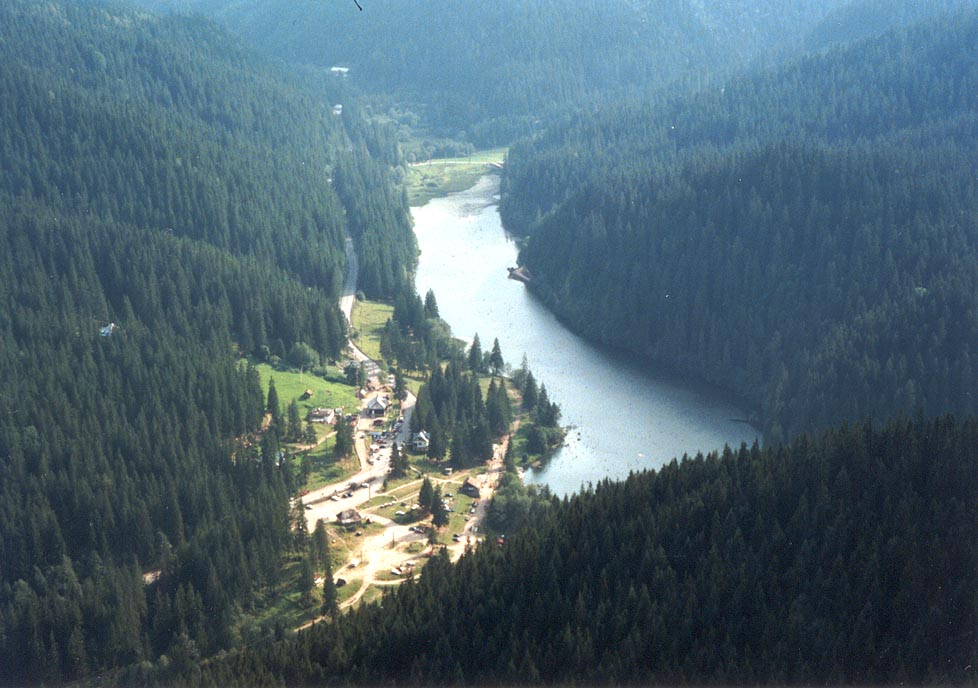
Lacul Rosu - celkovýpohled
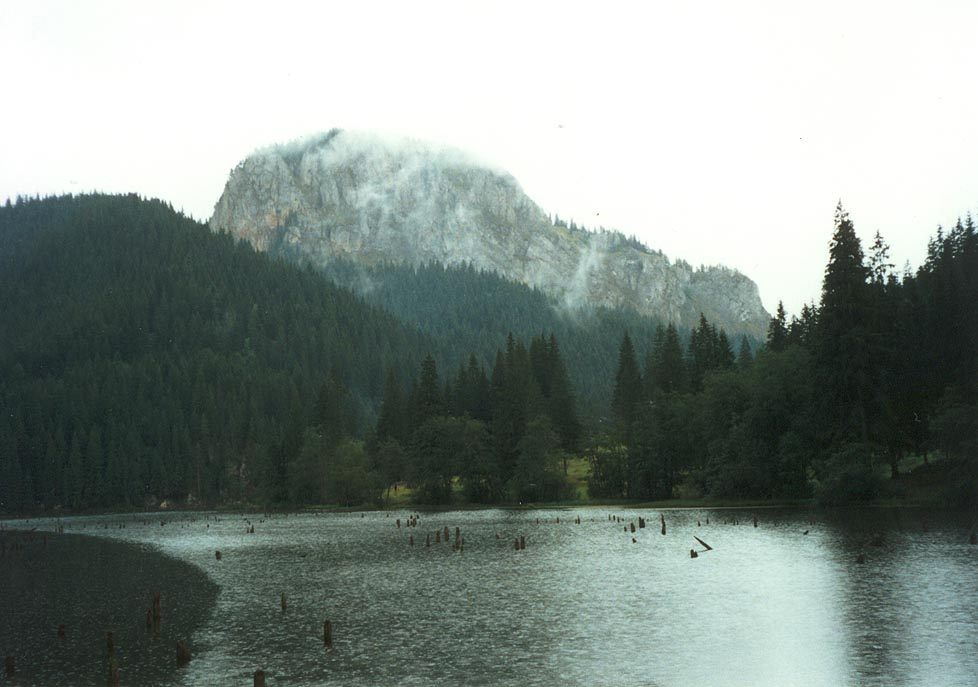
Pohled směrem k Bicazské soutěsce
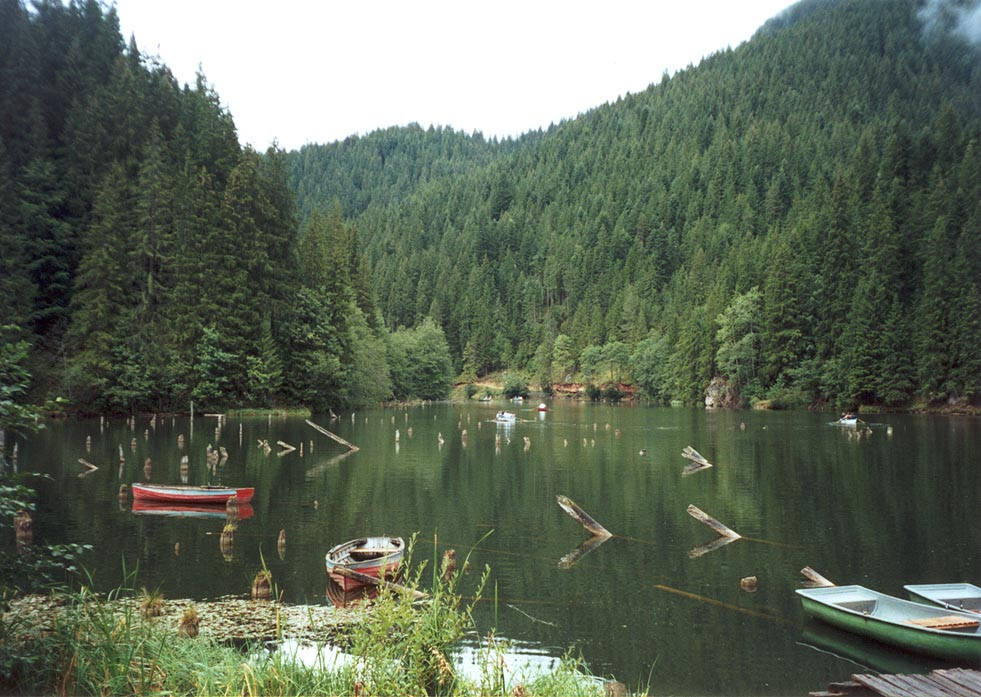
Na jezeře se půjčují loďky
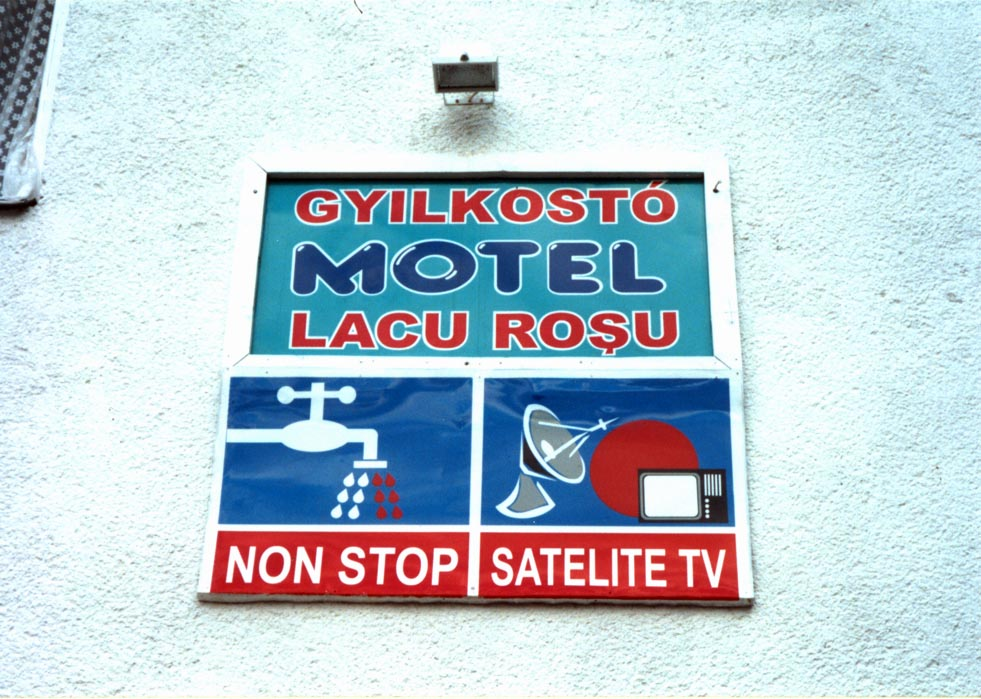
K pozoruhodnostem patří i místní motel